# Nisson
Nisson az Amerikai Egyesült Államok északnyugati részén, Washington állam Grays Harbor megyéjében elhelyezkedő önkormányzat nélküli település.
Nisson postahivatala 1912 és 1917 között működött. A település nevét egy favágóról kapta.

## Fordítás
- Ez a szócikk részben vagy egészben  a   Nisson, Washington című angol Wikipédia-szócikk ezen változatának fordításán alapul.  Az eredeti cikk szerkesztőit annak laptörténete sorolja fel. Ez a jelzés csupán a megfogalmazás eredetét és a szerzői jogokat jelzi, nem szolgál a cikkben szereplő információk forrásmegjelöléseként.